# ماگیک

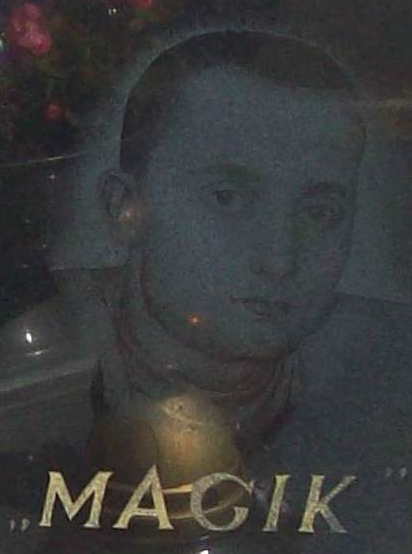
پرتره تصویر ماگیک

ماگیک (انگلیسی: Magik؛ ۱۸ مارس ۱۹۷۸ – ۲۶ دسامبر ۲۰۰۰) رپر و تهیه‌کننده موسیقی اهل لهستان بود.